# 룬 (가운데땅)
가운데땅의 룬(Middle-Earth Rhun 또는 The East, Eastlands)은 모르도르의 북쪽에 위치하고, 가운데땅 중에서도 가장 동쪽에 위치한 넓은 지역이다. 그래서 요정의 언어로 Rhun은 동쪽을 뜻한다.